# Misery
Misery – miejscowość i dawna gmina we Francji, w regionie Hauts-de-France, w departamencie Somma. W 2016 roku populacja ówczesnej gminy wynosiła 131 mieszkańców. 
W dniu 1 stycznia 2019 roku z połączenia dwóch ówczesnych gmin – Marchélepot oraz Misery – powstała nowa gmina Marchélepot-Misery. Siedzibą gminy została miejscowość Marchélepot. 